# Döngesmühle
Döngesmühle is een plaats in de Duitse gemeente Flieden, deelstaat Hessen, en telt 680 inwoners (2006).